# Potápění

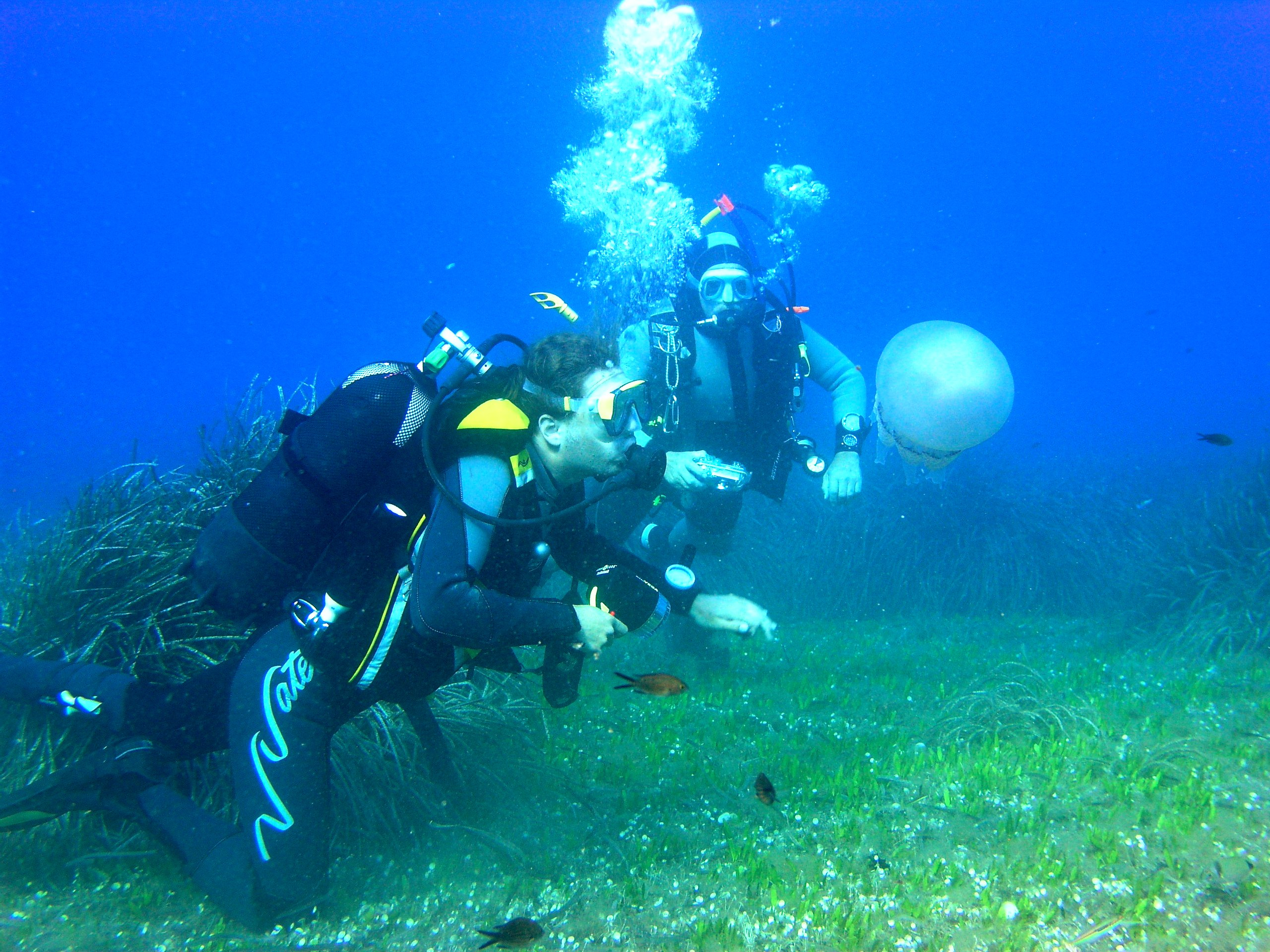
Potápěči v moři

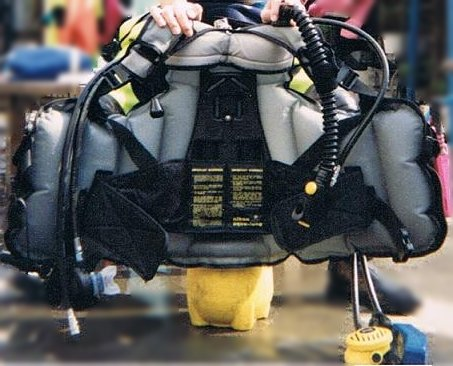
BCD

Potápění je činnost člověka pod vodní hladinou s dýchacím přístrojem nebo bez něj (šnorchlování, freediving a scuba diving). Potápění lze rozdělit také na rekreační a profesionální (komerční potápění a policejní potápěči). Potápějící se osoba se označuje jako potápěč (hovorově i potapěč).

## Historie potápění
Nejstarší nespolehlivé zmínky o potápění pocházejí z dob Asyrské říše. Archeologické nálezy šperků z perel svědčí o jeho provozování zhruba 2300 let př. n. l. Spolehlivější údaje jsou ze starověkého Řecka u Hérodota a také u Aristotela, který popsal i užití potápěčského zvonu. Potápěči se podle záznamů zúčastňovali mnoha starověkých bitev na moři.
Dle starých textů sestoupil Alexandr Veliký roku 332 před naším letopočtem pod vodní hladinu a sledoval práci svých potápěčů v potápečském zvonu se skleněnými okny.
V 15. století byl navržen jeden z prvních potápěčských skafandrů Leonardem da Vinci, který byl vybaven dýchací trubicí a plovákem, jehož stažení umožňovalo přísun vzduchu do skafandru. S tímto skafandrem se dalo potápět až do hloubky kolem 10 metrů pod hladinou.
V roce 1878 H.A.Fleuss první použitelný dýchací přístroj s uzavřeným kruhem, ve kterém se však používal k dýchání 100% kyslík, který člověku pod určitým tlakem přivodí otravu.
Jacques-Yves Cousteau s Emilem Gagnanem v roce 1943 vyvinuli první bezpečný a plně funkční systém s otevřeným kruhem, čímž zahájili éru sportovního potápění.

## Rozdělení
- sportovní šnorchlování (snorkeling)
- freediving (volné potápění na nádech)
- potápění s přístrojem (scuba diving)
  - rekreační
    - vrakové
    - hloubkové (max. 40 m)
    - navigační
    - noční
    - vyhledávání a vyzvedávaní předmětů
    - fotografovaní a filmování
    - potápění se skútrem (DPV)
    - potápění pod ledem
    - potápění s obohaceným vzduchem (enriched air Nitrox)

  - technické
    - hloubkové
    - jeskynní
    - vrakové
    - + vše jako u rekreačního (většinou ve větších hloubkách)

  - závodní potápění – obsahuje mezinárodní disciplíny:
    - plavání s ploutvemi
    - orientační potápění
    - podvodní rugby
    - podvodní hokej
    - lov na nádech
    - podvodní střelba na terč
    - apnoe (potápění na nádech)
    - podvodní fotografování a filmování

Rozdělení typů potápění podle strategie vyrovnání se potápěče s vysokým tlakem ve vodě (tzv. dekomprese) pro zamezení dekompresní nemoci:
- bezdekompresní potápění
  - malé hloubky a krátké časy na dně (šnorchlování, volné potápění bez dýchacího přístroje)
- dekompresní potápění – po ponoru musí dojít k pomalému snižování tlaku, aby se uvolnily s krve a tkání rozpuštěné plyny (s běžným vybavením 40 až 50 metrů, se speciálním vybavením až 100 metrů)
  - dekomprese ve vodě – sportovní potápěči
  - dekomprese v hyperbarické komoře – pracovní potápěči
- saturační potápění – dlouhodobý pobyt ve vysokém tlaku (běžně kolem 100 metrů, extrém 500 metrů, experimentálně i více)
  - potápěč pobývá ve velké hloubce delší dobu, odpadá potřeba časově náročných dekompresí
  - dekomprese musí být velmi pomalá (řádově 1 metr výstupu za hodinu)
  - využívá se systém tlakových komor ve vodě (v hloubce) i na suchu
- potápění ve zpevněném skafandru (Newtsuit, Exosuit)
  - uvnitř normální tlak, v podstatě jednomístná ponorka s pohonem, manipulátory a systémy pro podporu života (operační hloubka 300 metrů, testováno 900 metrů)

## Výukové systémy
Existuje též několik výukových systémů:
- ANDI – American Nitrox Divers, Inc., ANDI.CZ, ANDI-EUROPE.EU
- ČPŠ – Česká potápěčská škola [nedostupný zdroj]
- CMAS – Confédération Mondiale des Activités Subaquatiques CMAS.cz
- UDI – United Diving Instructors UDI.cz
- SSI – Scuba Schools International SSI.hr
- PADI – Professional Association of Diving Instructors PADI.com
- IANTD – International Association of Nitrox and Technical Divers
- TDI/SDI – Technical Diving International/Scuba Diving International TDISDI
- NAUI – National Association of Underwater Instructors NAUI.cz Archivováno 14. 6. 2009 na Wayback Machine.
- GUE- Global Underwater Explorers GUE
- EDS – European Diving School EDS

Další výukové školy nejsou v České republice rozšířené.

## Terminologie
- ABC — ploutve + maska + šnorchl
- Plicní automatika — Skládá se z primárního a sekundárního stupně. Primární je připojen na láhev závitem -DIN systém nebo třmenem -YOKE systém a má výstupy označené jako vysokotlak a středotlak.

Vysokotlak je jen jakási průchodka přímo z lahve a do tohoto výstupu se připojuje manometr.
Středotlak reguluje tlak z lahve tak, aby byl vždy o 10 bar větší než okolní tlak. Do středotlaku patří sekundární stupeň, kterým se již dýchá, dále se na středotlak připojuje BCD či suchý oblek.
Primární stupeň může být podle techniky regulace průtoku plynu dvojího typu: membránový a pístový.
Sekundární stupeň je většinou "ústenkový", který se drží pouze zuby a dá se ve vodě snadno vyjmout z úst, například při pomoci druhému potápěči (pokud potápěč nemá záložní masku) a nebo "integrovaný" do celoobličejové masky, který je vhodný především pro práce pod vodou, ale poměrně těžko se dá použít pro pomoc.
- BCD (Buoyancy Control Device) — kompenzátor vztlaku plní potápěč vzduchem z lahve dle potřeby; má za úkol udržovat potápěče ve vyvážené poloze (potápěč bez pohybu neklesá ani nestoupá). Jako BCD se používá žaket nebo křídlo, za BCD se považuje i suchý oblek.
- Doing It Right  (DIR) – je potápěčský systém, který si klade za cíl maximalizovat zábavu při potápění a zároveň minimalizovat námahu a riziko. DIR systém je praktikován potápěči po celém světě v prostředí od mělkých korálových útesů, přes hluboké vraky v oceánech až po extrémní penetrace v jeskynních systémech.
- Kyslík — jako dýchací směs je používána jen při dekompresních zastávkách v malých hloubkách, protože je při vyšším parciálním tlaku toxický. Jako dýchací plyn je používán vzduch zbavený vlhkosti a oleje, Nitrox nebo Trimix
- Tlakové lahve — Ocelové, duralové nebo v poslední době kevlarové či uhlíkové lahve, obsahující dýchací směs.

Laická veřejnost většinou používá termín "Kyslíkové bomby", protože mezi lidmi je stále velmi rozšířen mylný názor, že potapěči pod vodou dýchají kyslík a tvar lahví připomíná tvar leteckých pum. Sportovní a profesionální potápěči naopak většinou používají slangový výraz "Flašky"
- Maska — kryje oči a nos (na rozdíl od brýlí) a umožňuje stisknout nos pro provedení vyrovnání tlaku ve středoušní dutině (Valsalvův manévr). Pokud maska kryje i ústa, nazývá se celoobličejová a používá se v ní integrovaná plicní automatika.
- regulátor — viz Plicní automatika
- Octopus — uspořádání prvého stupně plicní automatiky, při kterém z něj vychází několik hadic, na které je napojen manometr, druhý stupeň plicní automatiky, záložní (záchranná) plicní automatika, napojení kompenzátoru a v některých případech i výstup pro zařízení (plnění výtažných vaků, archeologické vysavače, ruční nářadí atd.)
- Finimetr — manometr zobrazující tlak v láhvi

## Potápění žen

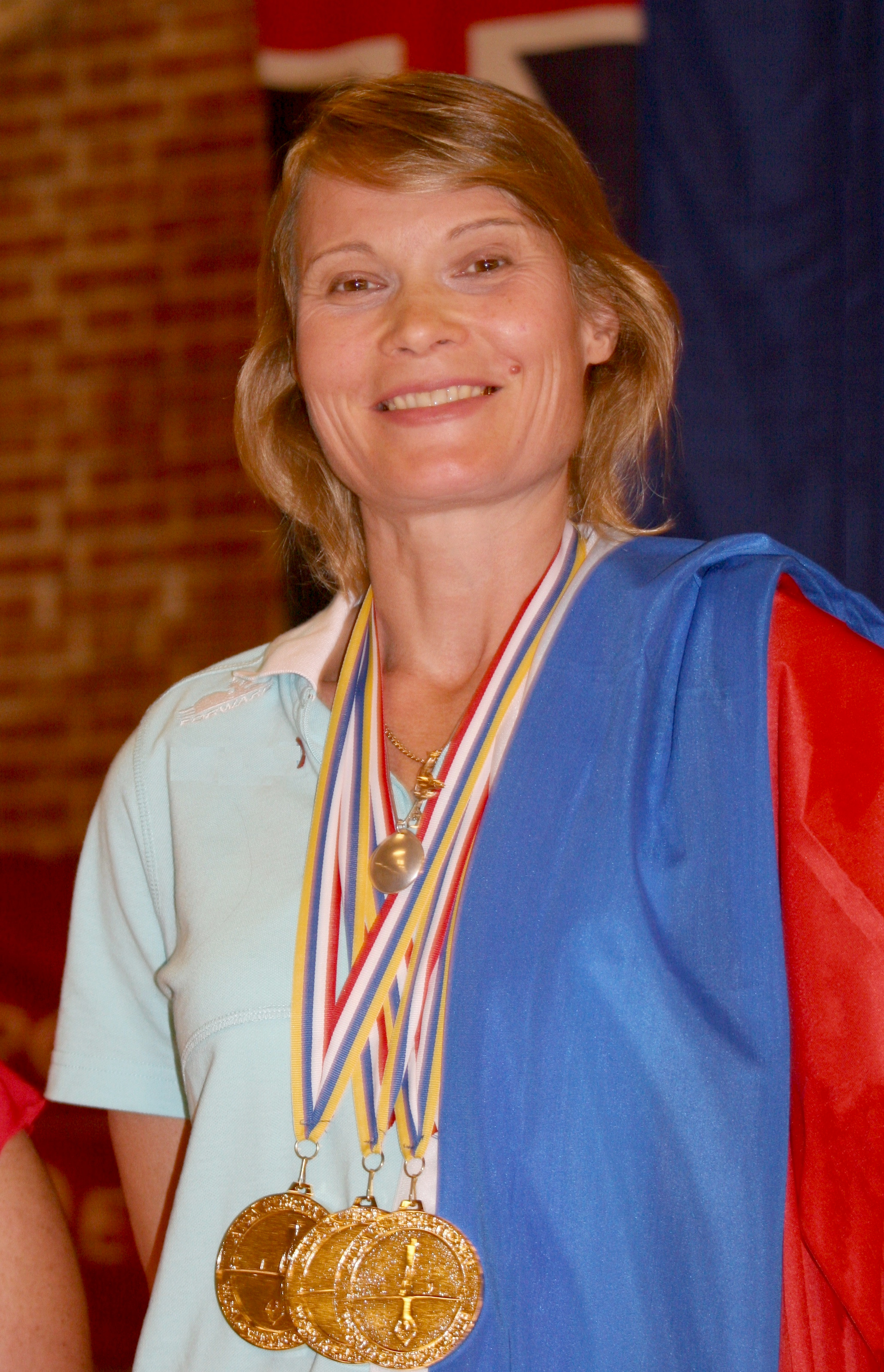
Molchanova Natalia 1, Danmark, Aarhus, 5th Individual freediving World Championship, 2009

Účast žen v potápěčských aktivitách se v posledních desetiletích extenzivně rozšířila. Početně největší skupinu potápějících se žen tvoří amatérské, rekreační potápěčky. V celosvětovém měřítku jsou držitelkami rekreačních potápěčských licencí různých světových výcvikových systémů tisíce osob ženského pohlaví. Výrobci potápěčské techniky uvádějí každý rok nové kolekce výzbroje pro rekreační potápění určené ergonomicky pro ženy i s prvky módního designu. Ženy úspěšně působí jako instruktorky potápění, či potápěčské průvodkyně v různých potápěčských lokalitách světa. Mnoho žen se věnuje náročnému technickému, hloubkovému, či objevnému potápění v lodních vracích či zatopených jeskynních systémech, světové šampiónky v potápění na nádech dosahují extrémních hloubek. Ženy-Potápěčky můžeme najít i v komerčním (pracovním) potápění. První žena úspěšně absolvovala mimořádně náročný výcvik potápěče amerického válečného námořnictva (US NAVY) v roce 1974, od té doby bylo v US Navy Diving School vycvičených několik desítek dalších následovnic. Potápějící se ženy tak tvoří velmi významnou skupinu hyperbaricky exponovaných osob, jež se pro svá inherentní somatická i funkční specifika vyžaduje zvláštní medicínské přístupy.

### Morfologické a funkční zvláštnosti ženského organismu
Některé zvláštnosti ve stavbě a funkcích ženského organismu oproti mužům jsou determinovány ontogenezí i individuálním genetickým vývojem, žádným závažnějším způsobem však osobu ženského pohlaví nediskriminují ve vztahu k její eventuální potápěčské aktivitě. Anatomická a funkční specifika ženského organismu však mohou jistým způsobem ovlivňovat její potápěčskou činnost. Každý potápěč, ženu nevyjímaje, se musí před sestupem pod hladinu vybavit komplexní potápěčskou výstrojí nezbytnou pro přežití pod vodou (life-support system). Potápěčský dýchací přístroj kromě nevýhody značné hmotnosti uživateli ve vzpřímené poloze zásadně změní těžiště těla. Skeletální systém ženy se vyznačuje gracilností, klouby mají menší kontaktní artikulární plošky. Vzhledem k anatomickému uspořádání ženské pánve a s tím souvisejícím osovým postavením dolních končetin dochází tak u ženy k přirozenému snížení polohy těžiště těla s mírným zhoršeným posturální stability, což se může projevit především při přenášení zátěže na zádech (dýchací přístroj) v bipedálním postoji na nestabilní podložce (paluba lodě).

## Potápění v Česku
Potápění je velmi rozšířené i v ČR a proto je každoročně otevřeno několik nových potápěčských míst, aktuálně je v ČR přes 200 potápěčských míst.

## Potápění v zahraničí
Nejznámější potápěčské lokality na světě:
- Egypt, Marsa Alam, Šarm aš Šajch,
- Austrálie, Velký bariérový útes (Great Barrier Reef)
- Kuba, Maria la Gorda, Cayo Coco
- Indonésie, Bali, Lombok, Komodo, Flores
- Honduras
- Maledivy
- Belize
- Chorvatsko
- Mexiko, Cozumel
- Turks a Caicos
- Maui, Havaj
- Malajsie, Borneo – Sipadan
- Karibik, Saint Croix
- Jižní Afrika, Durban

## Potápění u dalších živočichů
Mnozí živočichové (včetně teplokrevných savců) jsou k potápění skvěle adaptováni a dokážou vydržet pod vodou desítky minut až celé hodiny. Někteří se pravidelně potápějí do hloubek přes 2000 metrů.

## Související názvy
- Potápka
- Potápníkovití
- Lovci perel
- Scuba
- Skafandr
- Neoprén
- Batyskaf
- Utonutí